# Armia Dobrudzka
Armia Dobrudzka (ros. Добруджанская армия) – jedna z armii Imperium Rosyjskiego w czasie I wojny światowej.
Sztab polowy Armii zorganizowano w sierpniu 1916, rozformowano w październiku 1916 wraz z formowaniem Armii Dunajskiej. Część związków taktycznych i jednostek Armii weszły w skład Armii Dunajskiej.
W skład Armii wchodził (z dużych jednostek) 47 Korpus Armijny w okresie sierpień – wrzesień 1916.
Dowódcą Armii był gen. piechoty Andriej Medardowicz Zajonczkowskij. 